# سفيد أران
سفيد أران هي قرية في مقاطعة ساوجبلاغ، إيران. يقدر عدد سكانها بـ 132 نسمة بحسب إحصاء 2016.